# Ilomilo
ilomilo  ist ein Puzzle-Computerspiel, das von Microsoft Game Studios und SouthEnd Interactive entwickelt wurde. Es wurde am 8. November 2010 für Windows Phone und am 5. Januar 2011 für Xbox 360 veröffentlicht. Allerdings konnte man sich mithilfe eines sogenannten „secret“-Codes das Spiel bereits am 26. November 2010 herunterladen.

## Handlung
Ilo und Milo sind zwei Wesen, Safkas genannt, die sich täglich in einem Park treffen. Jeden Tag suchen sie einander im Park, jeden Abend trennen sie sich wieder. Dabei werden die Hindernisse, die sich ihnen in den Weg stellen, immer verzwickter und der Park, bestehend aus aneinander gereihten Würfeln, immer schwerer durchquerbar. Jedes Kapitel des Spiels entspricht einem Tag im Leben der beiden Safkas. Die Trennung nach dem ersten Tag führt z. B. dazu, dass die beiden viele Tränen vergießen, so dass das zweite Level unter Wasser spielt. Im letzten Kapitel beschließen die Hauptfiguren, am Ende des Tages nicht wieder getrennte Wege zu gehen. Sie treffen sich in einer fliegenden Lokomotive und verlassen den Park.
Neben der Haupthandlung gibt es einen Nebenplot, der durch das Aufsammeln von Erinnerungsfragmenten angesehen werden kann. Dieser erzählt die Geschichte von zwei Menschen, Ilona und Milton, die sich einander schreiben und die sich in einem Park treffen wollen. Am Schluss kaufen sie Tickets für den Night Train und gehen zusammen fort.
Ein weiterer Subplot wird dem Spieler von Sebastian, einer helfenden Nebenfigur, in den Bonuslevels erzählt. In diesen gibt es auch kleine Cameo-Auftritte von den Hauptfiguren anderer Videospiel: Super Meat Boy, Machinarium und World of Goo.

## Gameplay
Die beiden Hauptfiguren Ilo und Milo starten in jedem Level getrennt und müssen zueinander finden. Dabei kann der Spieler zu jeder Zeit zwischen den beiden Figuren wechseln, was er auch tun muss, da verschiedene Rätsel nur so lösbar sind. Die einzelnen Welten bestehen aus aneinander gereihten Würfeln, spezielle Würfel dienen Ilo und Milo als Hilfsmittel. So gibt es einen fliegenden Würfel, einen Würfel, der sich in verschiedene Richtungen ausstreckt und mit dem man Abgründe überwinden kann und auch einzelne Würfel ohne Funktion, die überall platziert werden können. In jedem der 49 Level sind 3 verschieden farbige Safkas versteckt, die eingesammelt werden müssen, um die Bonuslevel freischalten zu können. Im Zweispieler-Modus wechseln sich die Spieler ebenfalls ab, es kann immer nur ein Spieler aktiv spielen. Im Startmenü des Xbox-Games findet man außerdem ein Mini-Spiel, in dem man Ilo und Milo gleichzeitig steuert, während sie auf sich bewegenden Plattformen Objekte einsammeln müssen, ohne über den Rand zu stürzen. Zusätzliche Kapitel 5 & 6 werden unter dem Namen Autumn Tale als DLC erhältlich sein, ein Releasedatum gibt es dafür noch nicht.

## Kritiken
Das Spiel erhielt laut Metacritic 81 %, bei 1UP 10/10 Punkte, 8/10 von IGN, 9/10 von Eurogamer (und Ernennung zum "Game of the Week") sowie 8/10 von Destructoid. Allgemein werden die ideenreichen Level und der Soundtrack des Spiels gelobt. Die häufigen Abstürze, die ein komplettes Einfrieren der Konsole zur Folge hatten, sollen durch einen aktuellen Patch behoben worden sein. Die Windows-Phone-Variante des Spiels wurde für den IMGA-Award nominiert.

## Weblink
- offizieller ilomilo Blog